# Rhapsody Originals
Rhapsody Originals è un EP della cantautrice country pop statunitense Taylor Swift, contenente quattro canzoni pubblicato nel mese di novembre del 2007 dall'etichetta discografica Big Machine Records.

## Tracce
Testi e musiche di Taylor Swift, eccetto dove indicato.
1. Tim McGraw – 3:54 (Taylor Swift, Liz Rose)
2. Teardrops on My Guitar – 3:29 (Taylor Swift, Liz Rose)
3. Our Song – 3:25
4. Should've Said No – 4:28